# Жуки (Білицька селищна громада)
Жуки́ — село в Україні, у Білицькій селищній громаді Полтавського району Полтавської області. Населення становить 506 осіб. Колишній центр Жуківської сільської ради.

## Географія
Село Жуки знаходиться на правому березі річки Ворскла, вище за течією на відстані 2,5 км розташоване село Забрідки, нижче за течією на відстані 0,5 км розташоване смт Білики. Селом протікає пересихаючий струмок з загатою.

## Історія
12 червня 2020 року, відповідно до розпорядження Кабінету Міністрів України № 721-р «Про визначення адміністративних центрів та затвердження територій територіальних громад Полтавської області», село увійшло до складу Білицької селищної громади.
19 липня 2020 року, в результаті адміністративно - територіальної реформи та ліквідації  Кобеляцького району, село увійшло до складу новоутвореного Полтавського району.

## Економіка
- Сільгосппідприємство ім. Мате Залки.

## Об'єкти соціальної сфери
- Школа I ст.

## Галерея

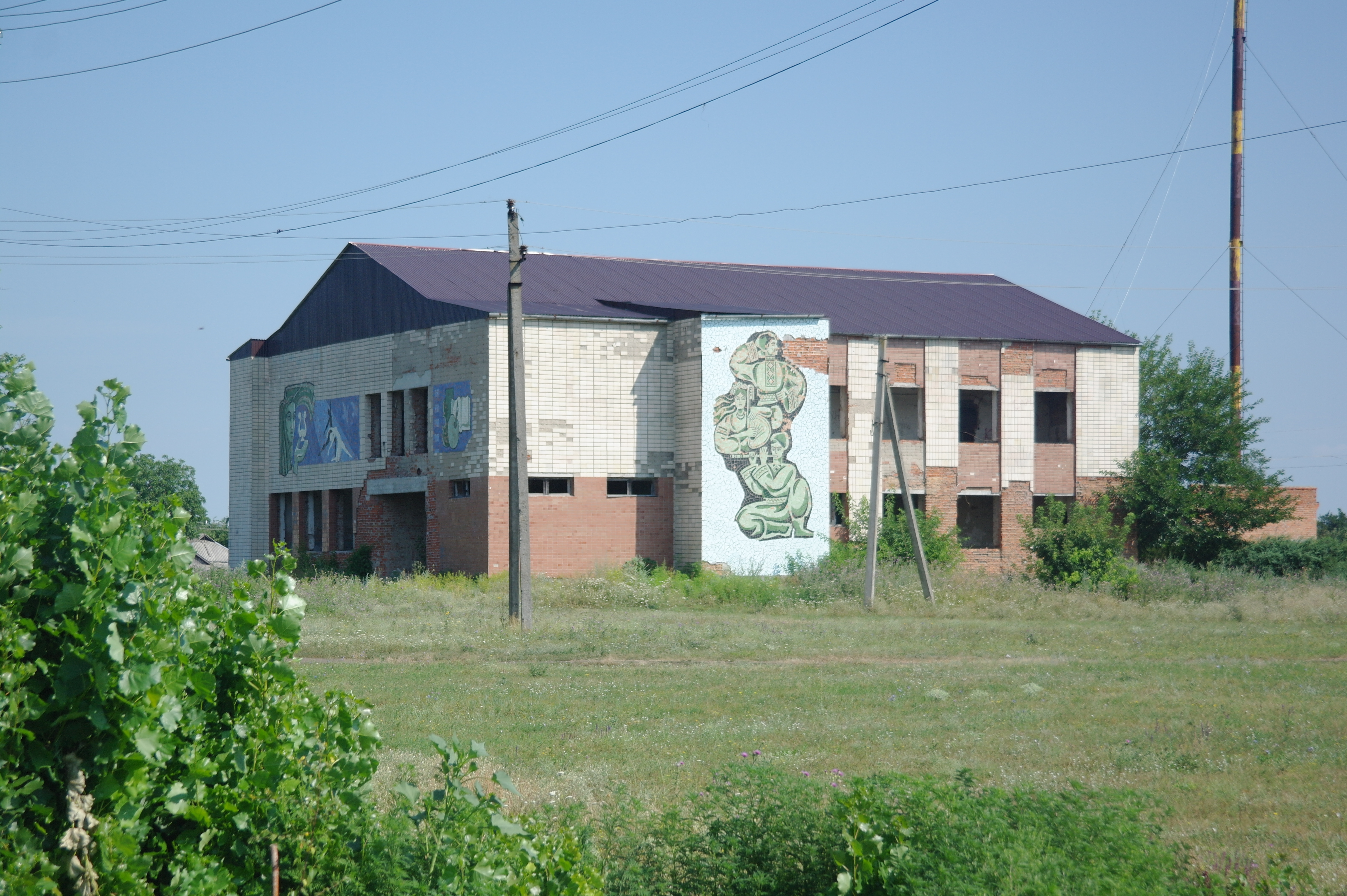
Будинок культури
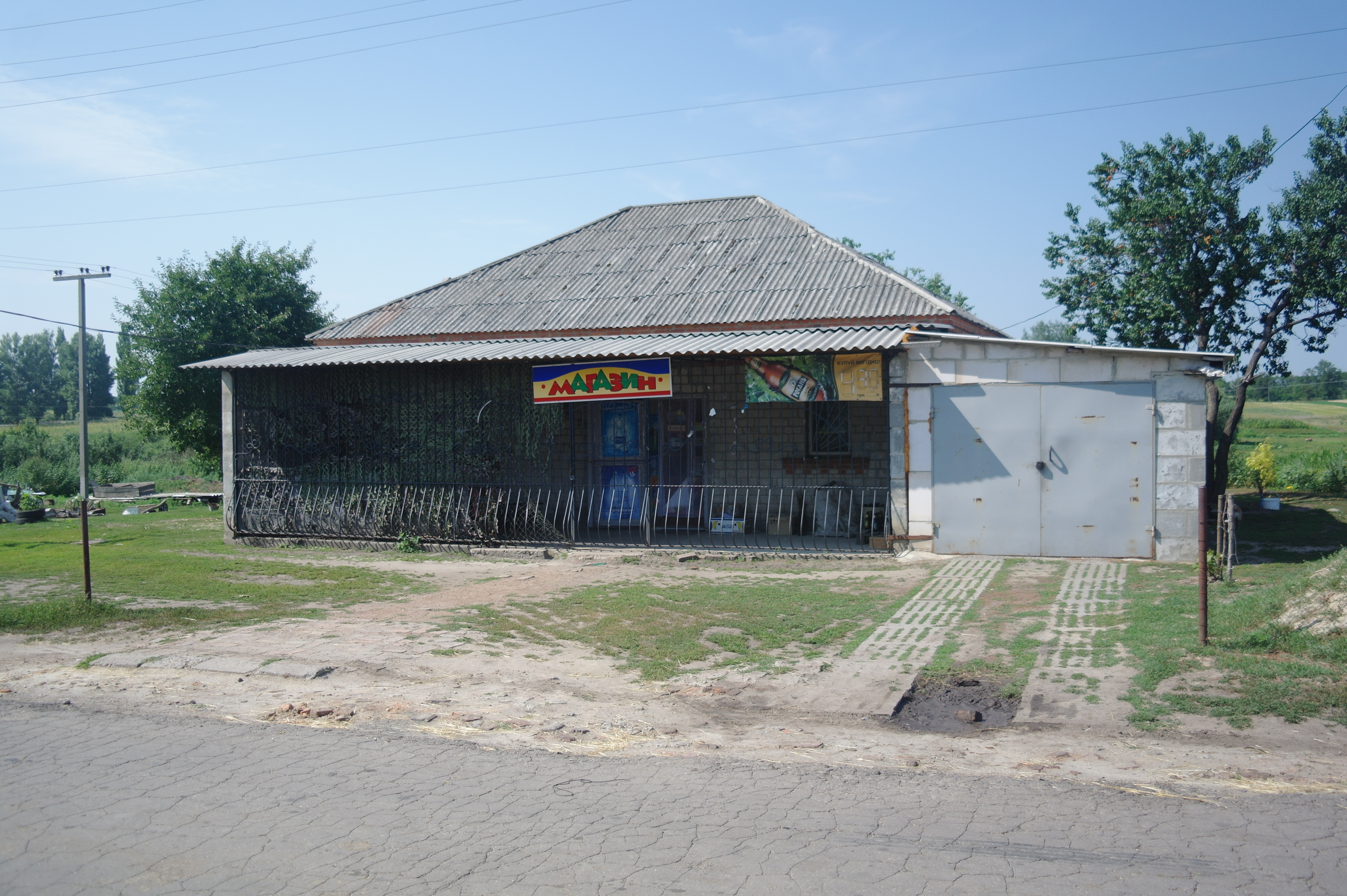
Магазин
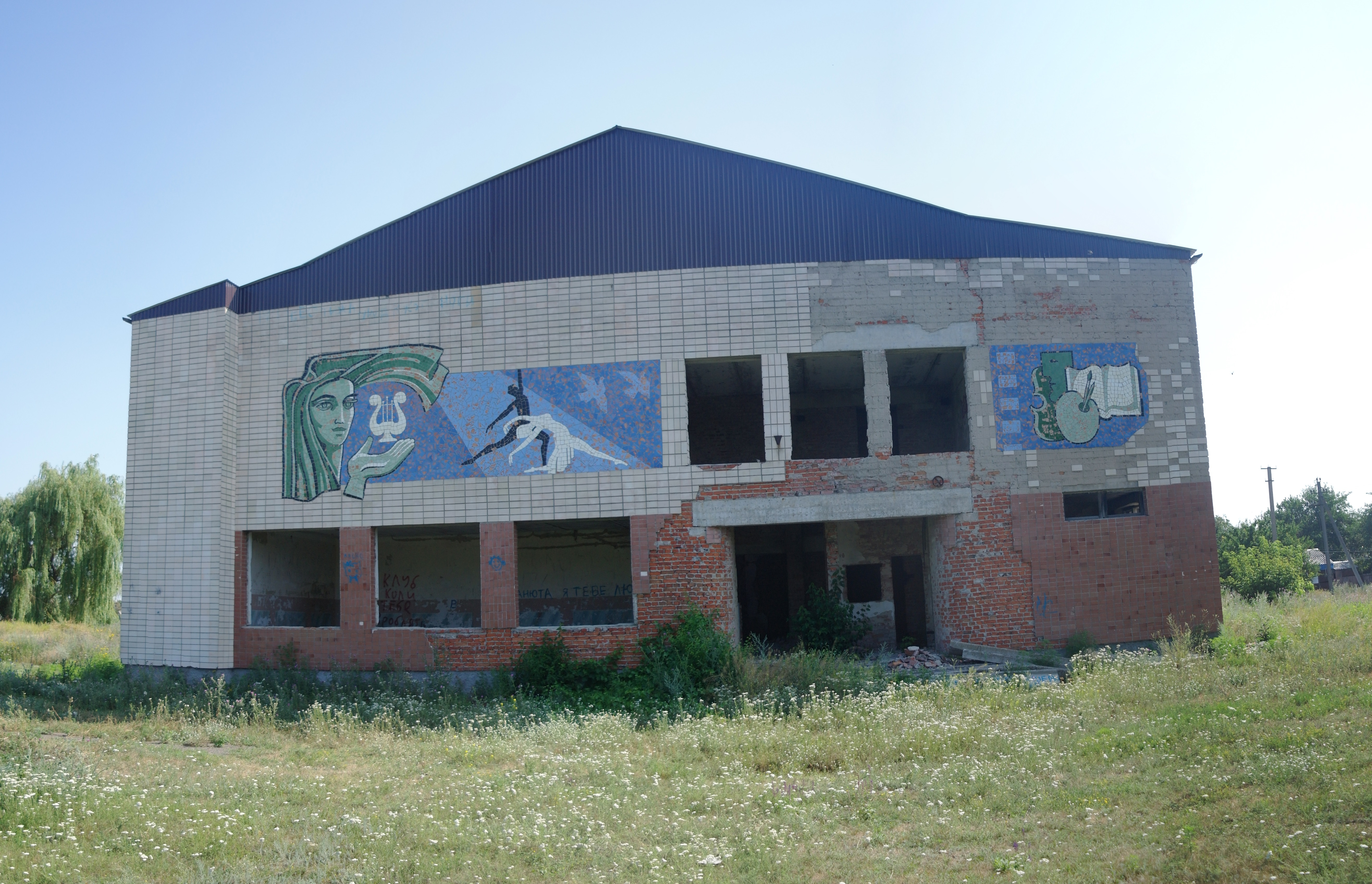
Будинок культури, фронт
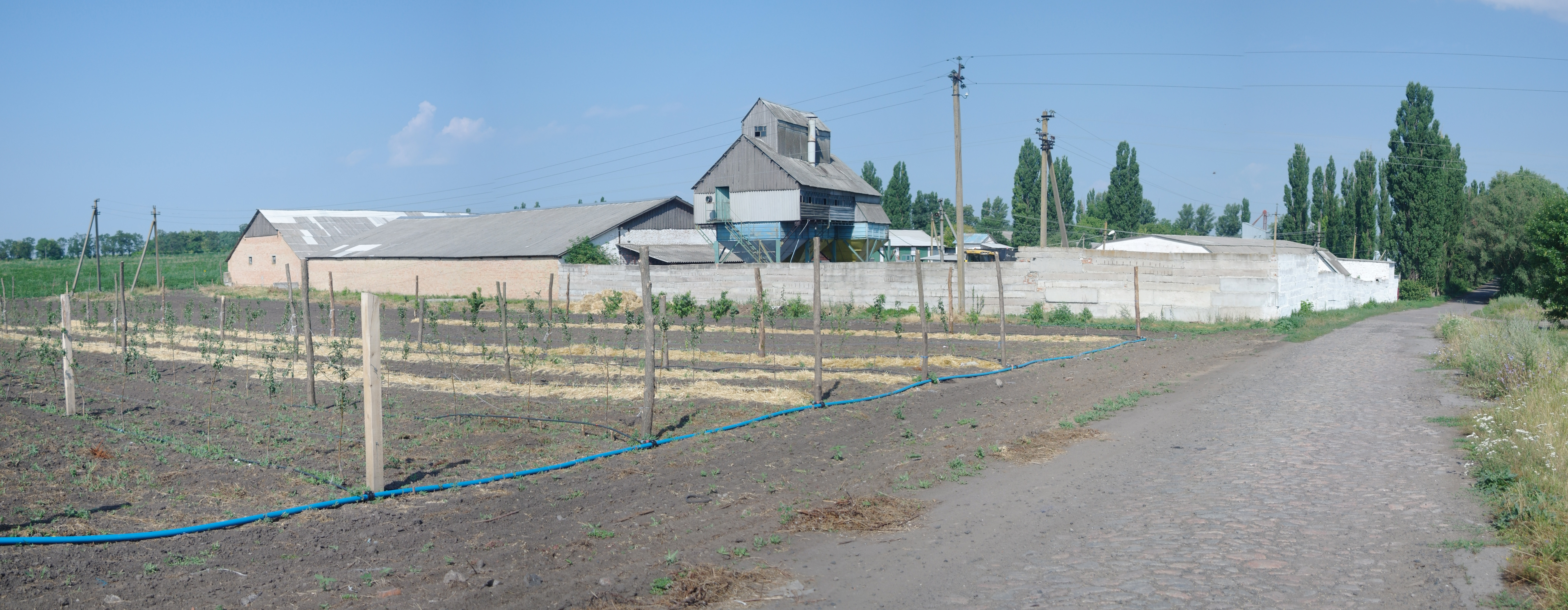
Приватне господарство, сад
Стадіон
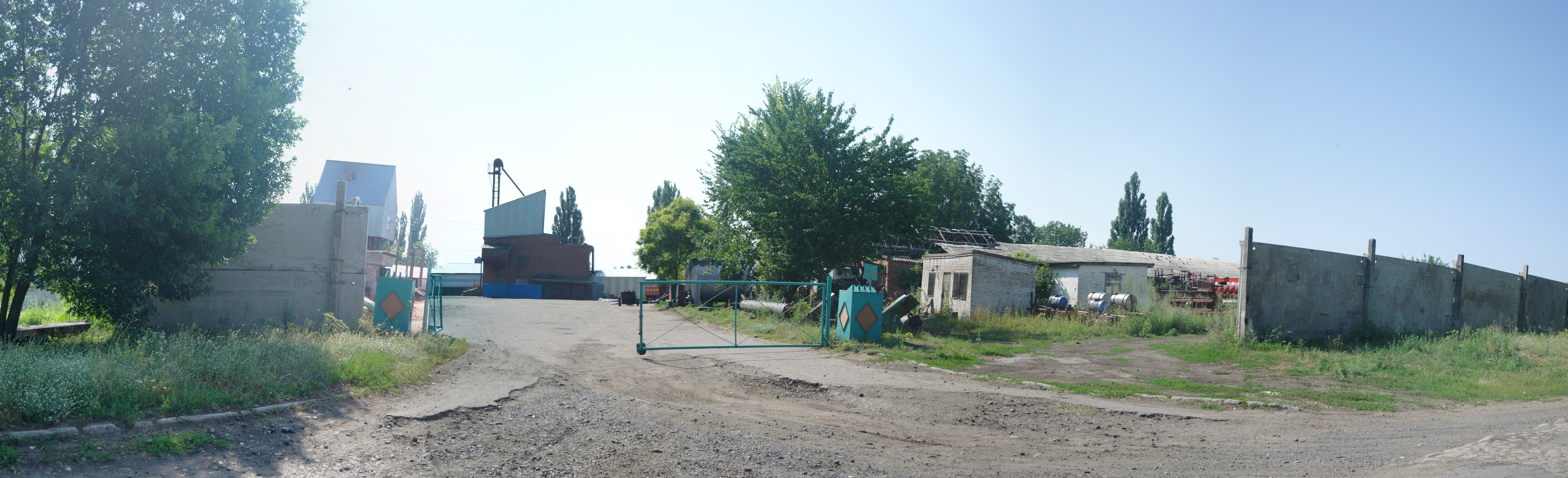
Приватне господарство
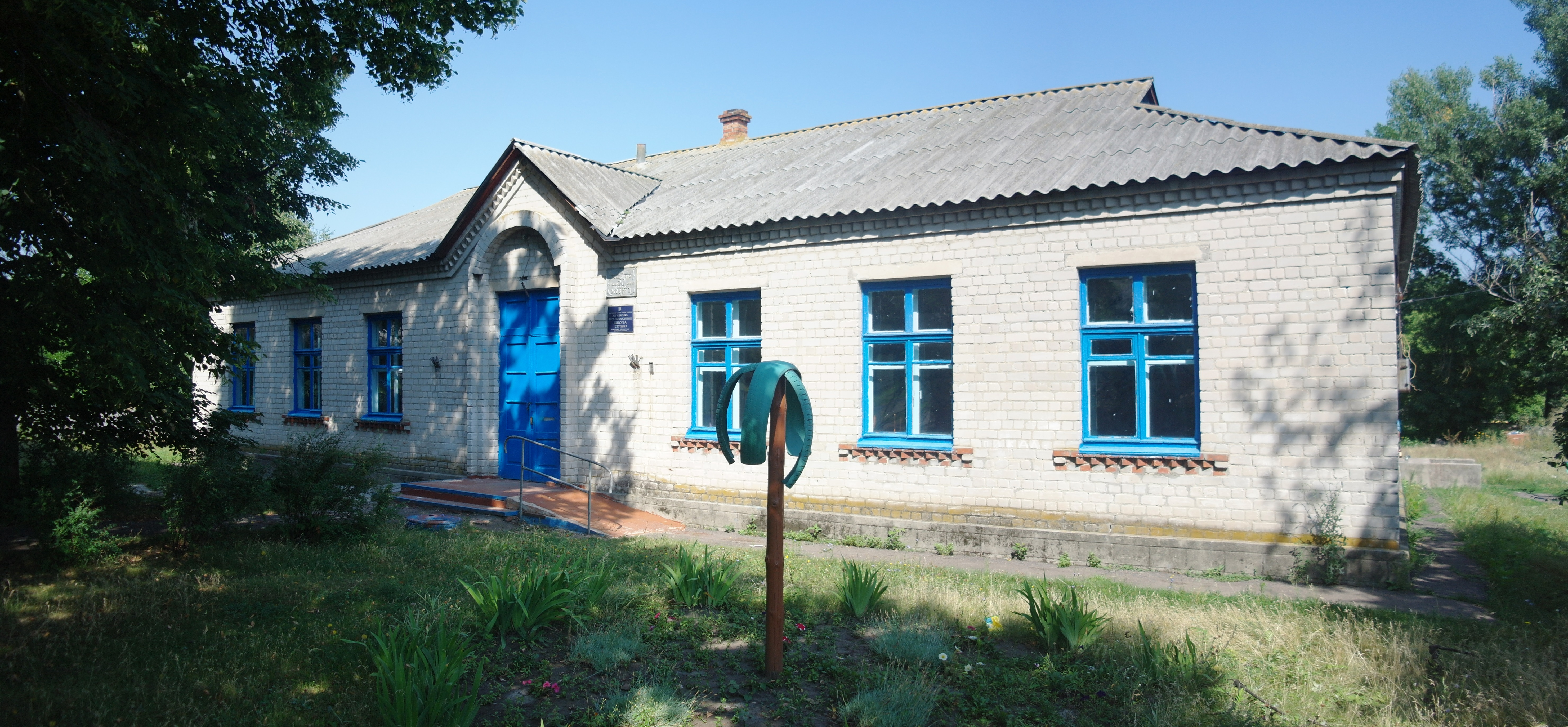
Жуківська Школа 1 ступеня
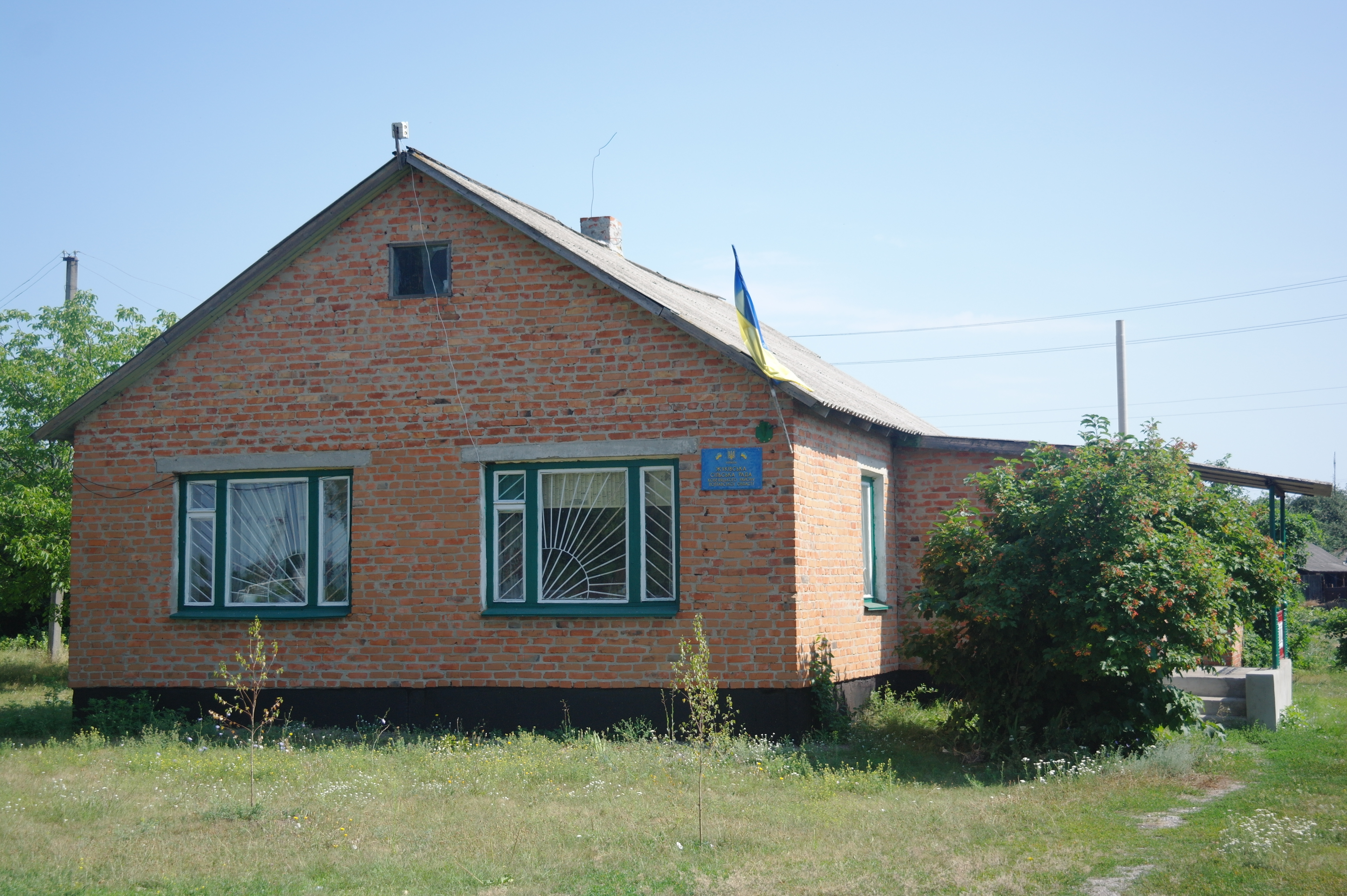
Сільська рада
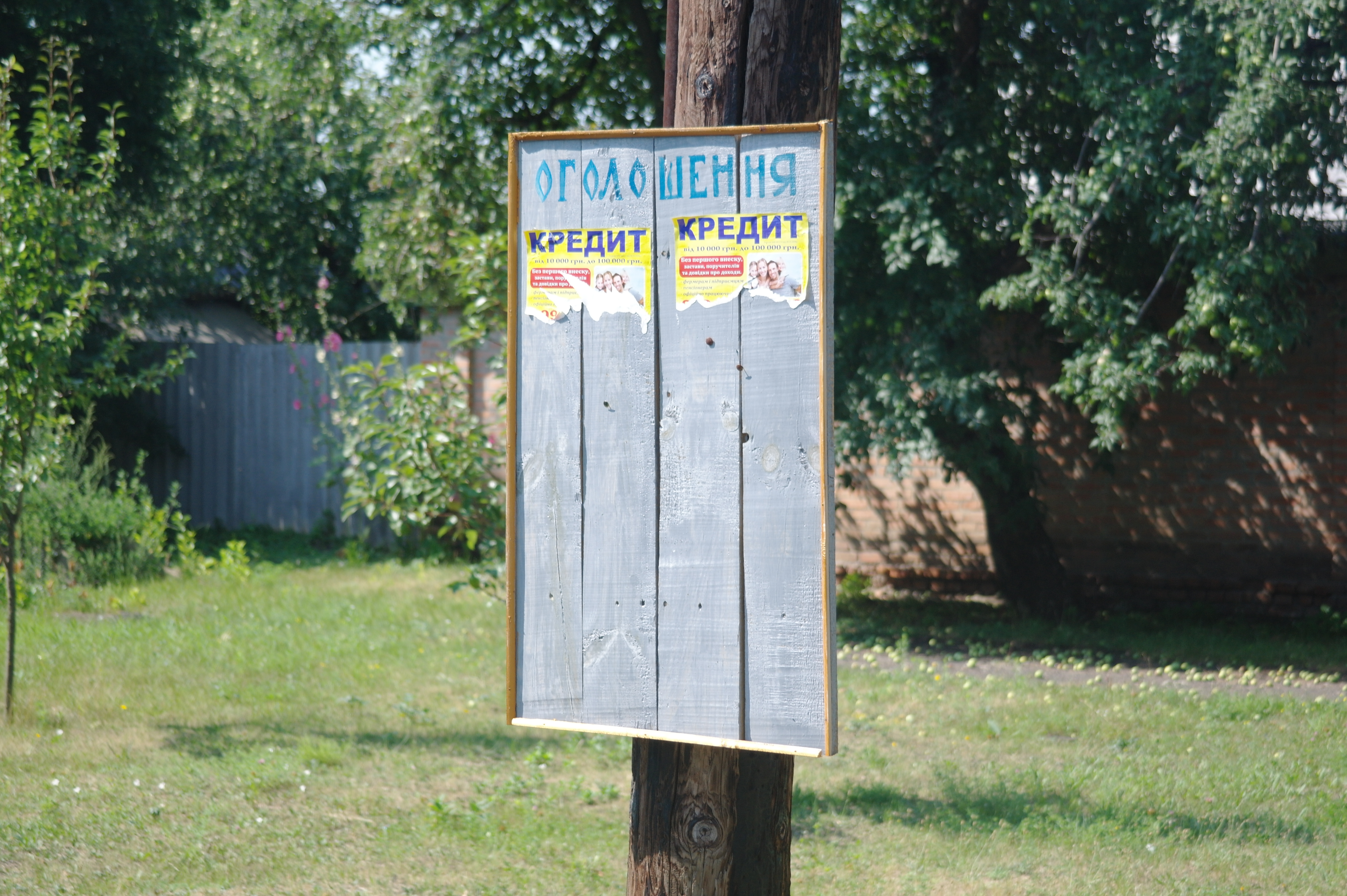
Інформація
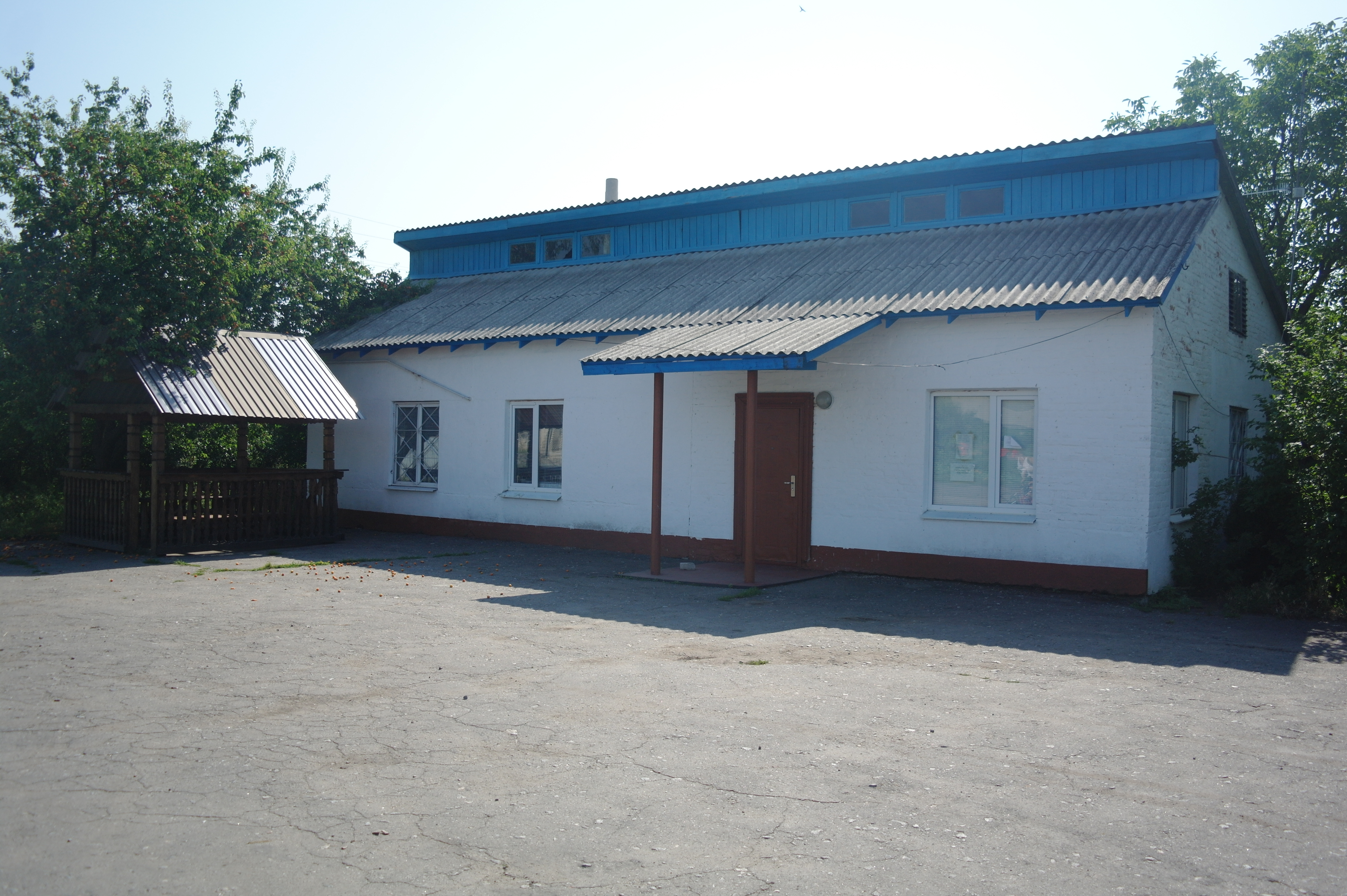
Приватне господарство, адміністрація

## Відомі люди
- Месеча Сергій Олександрович (1983—2016) — солдат Збройних сил України, учасник російсько-української війни[3].